# San Antonio (Misiones)
San Antonio es un municipio argentino de la provincia de Misiones, ubicado dentro del departamento de General Manuel Belgrano.
El municipio cuenta con una población de 11 331 habitantes (INDEC 2010). Su santo patrono es San Antonio de Padua.
San Antonio es una localidad fronteriza, ubicada a orillas del río que da nombre a la misma y que sirve como frontera natural entre Argentina y Brasil. Del lado brasileño se encuentra la localidad y municipio de Santo Antônio do Sudoeste.

## Historia
San Antonio, que en la actualidad cuenta con aproximadamente 12.000 habitantes, al igual que otros pueblos de la región, tuvo su origen en la explotación de la yerba mate. Los yerbales naturales de San Antonio, fueron descubiertos en parte por el explorador italiano Carlos Boseti a fines del siglo pasado y por su importancia desde el punto de vista económico quedó reflejado en la Reglamentación del año 1903. La creación y posterior surgimiento de San Antonio, data de alrededor de 1906, cuando llega a la zona Lucas Ferreyra, paraguayo, quien había conocidos esos lugares en oportunidad de ser integrante como baqueano, de la comisión encargada de fijar los límites entre Argentina y Brasil.
Las mencionadas comisiones daban cumplimiento al fallo del presidente de Estados Unidos Grover Cleveland que en el año 1895 falló en laudo arbitral por la cuestión de límites; encontrándose ambas sobre el cauce del Río san Antonio, decidieron de común acuerdo que al lugar que sirvió como punto de reunión llevaría el mismo nombre. Lo que a posteriori, con el transcurso del tiempo y dado el asentamiento de viviendas se le dio el nombre de San Antonio del lado argentino y Santo Antônio del lado que fue entregado a Brasil (En la actualidad Santo Antônio do Sudoeste).
San Antonio toma vigencia como poblado, alrededor de 1924-1925, cuando arriba al lugar el ingeniero Luis Paztoriza, emplazando varios emprendimientos económicos. A partir de 1954, San Antonio tiene la primera autoridad local con la Comisión de Fomentos a cargo del señor Octavio Bartolloti.

## Parroquia
La localidad posee la parroquia de San Antonio de Padua, en honor a su patrono, con la circunstancia curiosa que el actual edificio es el cuarto desde el nacimiento poblacional. El primer edificio fue construido en madera, debido a una promesa que debía cumplir el seño Manuel Cuquejo, siendo su constructor, el carpintero Domingo Bina en el año 1939.
El segundo edificio de madera, fue construido en otro lugar, siendo construido por decisión del señor Carlos Siemens. Fue desmantelado por decisión de la Comisión de la Capilla, debido a su antigüedad.
El tercer edificio, también de madera, fue construido en otro lugar, alrededor de 1960. Fue desarmada, ya que una fuerte tormenta la movió seriamente de sus cimientos.
El cuarto edificio, de mampostería, fue construido en la intersección de la avenida Andresito y la calle Alvar Nuñez y es la actual parroquia. Un dato curioso: la actual campana que posee el edificio, es la misma que poseyeron los otros tres anteriores edificios, que había sido donada por el poblador Manuel Cuquejo.

## Escudo
El escudo de San Antonio, tiene su simbología en el nacimiento de la ciudad. Sus componentes y descripciones son:
- Las hojas de yerba: el nacimiento de San Antonio fue como explotación de yerbales naturales
- Hito fronterizo: San Antonio es en cada uno de sus habitantes, un hito en la frontera
- Engranaje: la explotación de la madera fue el engranaje del progreso que permitió el crecimiento de la zona
- Manos Entrelazadas: son el símbolo de la fraternidad entre hermanos argentinos y brasileños
- Pino Paraná: verdadero símbolo de la región, que cuenta con una reserva protegida, como monumento viviente
- Sol naciente: representa el lugar donde comienza la Patria en la frontera oriental
- Cruz con llamas sobre las Banderas Argentina y de Misiones: representa la fe y el cristianismo

Este escudo fue adoptado, luego de un concurso promovido en 1993, por el entonces Intendente José Oscar Silva, siendo ganador del evento el señor Ricardo Esteban Chamorro.

## Como llegar

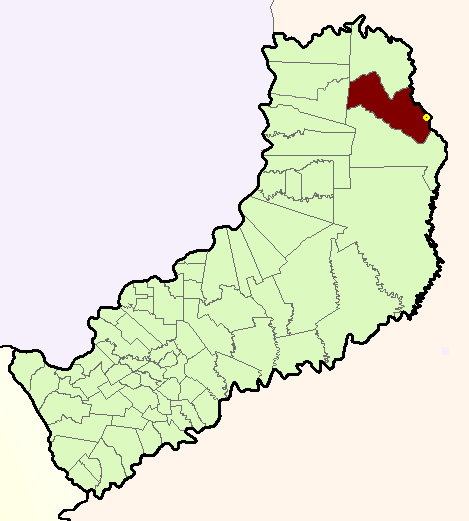
Área del municipio de San Antonio en la provincia de Misiones.

A San Antonio se puede llegar:

### Vía terrestre
- Por la Ruta Nacional 101, desde la Localidad de Bernardo de Irigoyen. Distancia: 32 km
- Por la Ruta Nacional Nacional 101, desde la ciudad de Puerto Iguazú. Distancia: 132 km
- Por la ruta provincial 19, luego por la ruta nacional 101, desde Puerto Esperanza
- Desde Brasil (Santo Antônio do Sudoeste, Estado de Paraná), a través del Paso Internacional "San Antonio - Santo Antônio do Sudoeste"

### Vía aérea
El aeropuerto más cercano se encuentra en Puerto Iguazú . Ubicado a 100 kilómetros

## Parques nacionales - Reserva Estricta San Antonio
La Reserva Natural Estricta San Antonio depende de Parques nacionales y su sede de control se encuentra en San Antonio, de la que dista a unos 7 km y fue creada el 10 de octubre de 1990 por Decreto del Poder Ejecutivo Nacional N.º 2149/90. Posee 600 ha , pero estudios recientes aseveran que posee unas 450 hectáreas, esto se debe a que la Reserva no ha sido mensurada. El objetivo de la creación de esta área, que pertenecía a la "Estación Forestal General Manuel Belgrano" del "instituto Forestal Argentino IFONA), fue para conservar una de las últimas poblaciones de la Argentina del "Pino Paraná" o "Curí" (Araucaria angustifolia), conífera nativa de gran porte, alcanzando hasta los 30 metros de altura y con semillas comestibles que son aprovechadas por los pobladores. Limita al norte con Brasil (Río San Antonio), al oeste con el Arroyo "El Pesado", al este, y al sur linda con los campos de la Estación Experimental del Instituto Nacional de Tecnología Agropecuaria General Belgrano. 

### Parques provinciales
- Parque provincial "Horacio Foerster"
- Parque provincial "Urugua-í (parte este)

## Parajes
Existen los siguientes parajes: 
- "Cerro Siete"
- "Sarmiento"
- "Villa Unión"
- "Samuhi"
- "Central"
- "Forestal"
- "Alegría
- "Santa Isabel"
- "El Pesado"
- "Km 130"
- "Capitán Pedro Giachino"
- "Piñalito Norte"
- "San Jorge"
- "20 de Junio"
- "San Martín"
- "Tres Marías"
- "María Soledad"
- "Saracura"
- "Tateto"
- "San Jorge"
- "Campo Alegre"
- "Bella Vista"
- "Barbacuá"
- "Monyolito"

## Argentina - Sección "San Antonio"
Desde el 25 de diciembre de 1945 existe la Sección "San Antonio", que en la actualidad depende del Escuadrón 12 "Bernardo de Irigoyen" de Gendarmería Nacional Argentina. Tiene, entre otras misiones y funciones, la delegación de funciones migratorias en el Paso Internacional "San Antonio" y el Paso de Tráfico Vecinal Fronterizo "Integración"

## AFIP - Paso Internacional San Antonio - Santo Antônio do Sudoeste
En el Paso Internacional "San Antonio", existe fiscalización aduanera de la Agencia Federal de Ingresos Públicos - Dirección General de Aduanas, realizada por personal depedendiente de la Dirección General de Aduanas de Bernardo de Irigoyen. Categoría: Tráfico Vecinal Fronterizo. Horario: todos los días de 07:00 a 19:00 horas. Seguridad: Gendarmería Nacional Argentina. Control fito-zoosanitario: Gendarmería Nacional Argentina

## Dirección Nacional de Migraciones - Paso Int San Antonio - Santo Antônio do Sudoeste
Categorías migratorias habilitadas: todas. Horario: 24 horas. Seguridad: Gendarmería Nacional Argentina. Transporte internacional: No habilitado 

## Ministerio de Ecología - Delegación San Antonio
Existe la Delegación San Antonio del Ministerio de Ecología y Recursos Naturales Renovables y Turismo.

## Estaciones de servicios
Hay cuatro estaciones de servicios con venta de combustibles y de lubricantes.

## Registro Provincial de las Personas
La Delegación San Antonio del Registro Provincial de las Personas se encuentra ubicado en la avenida Teniente General Juan Domingo Perón, entre las calles Alvar Nuñez y Padre Torres.

## Servicio de transportes de pasajeros
Existen varias empresas de transportes de pasajeros que pasan por San Antonio.
- De larga y media distancia: Empresas: Kruse, Crucero del Norte, Oro verde
- Local y media distancia: Expreso "Piñalito Norte"

## Escuelas provinciales
Escuela de Frontera N.º 612; Escuela N.º 844, Escuela N.º 863, Escuela N.º 890
Escuela de los Parajes: "Alegría": 
- N.º 898; "Santa Isabel":
- N.º 900; "Cerro Siete":
- N.º 864; "Sarmiento":
- N.º 775; "Villa Unión":
- N.º 512 "Horacio Quiroga" y N.º 886, "Central":
- N.º 102; "Central":
- N.º 102; "Forestal":
- N.º 325; "El Pesado":
- N.º 463 "Ing Agr Francisco Devoto"; "El Pesado":
- N.º 591 "Ciudad de Mar del Plata"; "Km130":
- N.º 287 "Ciudad de Tres Arroyos"; "Piñalito Norte":
- N.º 581 "Ciudad Benito Juárez"; "Piñalido Norte":
- N.º 777; "20 de Junio": N.º 776; "María Soledad":
- N.º 303 "Adolfo Gonzales Cháves", "Tres Marías":
- N.º 710; "San Martín": N.º 749; "Saracura":
- N.º 672; "Campo Alegre":
- N.º 367 "Benjamín Matienzo".

### Establecimientos medios
- Bachillerato Común N.º 1 "De la Soberanía"
- Escuela Agrotécnica San Antonio
- PPAEBA (Bachillerato para Adultos)
- U.G.L N.º 1 - "PROYECTO HORIZONTE" Secundario que funciona en 15 escuelas rurales.
- E.P.E.T.  N.º 44

- EDUCACIÓN TERCIARIA:

-Instituto Superior "Hernando Arias de Saavedra" (formación docente y superior: Tecnicaturas: en Administración de Empresas y en Producción Agropecuaria; y profesorados: de Portugués y de Agronomía)
-Universidad Siglo XXI (En Proyecto)

## Plazas
Existe solo una plaza en San Antonio: plaza General San Martín, en la cual se llevan a cabo todos los actos patrios. El centro de dicha plaza tiene las siguientes coordenadas: 26°3′30″ Latitud Sur – 53°44′0″ Longitud Oeste.

## Servicios médicos
Existe el Hospital de Atención Primaria "San Antonio", dependiente del Hospital de Área Bernardo de Irigoyen. Se encuentra ubicado sobre la avenida Andresito.

## Fuerzas de seguridad
Comisaría "San Antonio" de la Policía de la provincia de Misiones.

## Municipalidad
El edificio municipal se encuentra ubicada en la calle Alvar Nuñez.

## Límite internacional con Brasil
El límite internacional con Brasil es natural y es el Río San Antonio. Nace en el Paraje "Cerro Siete", aproximadamente a unos 7 km de San Antonio. En el lugar del nacimiento existe un Hito Primario construido en piedra que marca el nacimiento del río y estipula la frontera entre ambos países; después de recorrer en forma sinuosa unos 7 km , se encuentra el Paso Internacional "San Antonio - Santo Antônio", dirigiéndose con rumbo Norte hasta desembocar en el Río Iguazú, en el paraje conocido como "Dos Fronteras". Sus principales afluentes son los Arroyos "Los Patos" y "Tacuaras" del lado argentino y el Arroyo "Liso" del lado brasileño.

## Parroquias de la Iglesia católica en San Antonio
| Diócesis  | Puerto Iguazú        |
| --------- | -------------------- |
| Parroquia | San Antonio de Padua |